# Maria Kondratieva
Maria Aleksandrovna Kondratieva (en russe : Мария Александровна Кондратьева, née le 17 janvier 1982) est une joueuse de tennis russe, professionnelle depuis 1998.
En double dames, elle a remporté un titre et a été finaliste à trois reprises dans cette spécialité sur le circuit WTA.

## Palmarès

### Titre en double dames
| No | Date       | Nom et lieu du tournoi             | Catégorie | Dotation  | Surface    | Partenaire         | Finalistes                       | Score            |          |
| -- | ---------- | ---------------------------------- | --------- | --------- | ---------- | ------------------ | -------------------------------- | ---------------- | -------- |
| 1  | 19-07-2010 | Banka Koper Slovenia Open Portorož | Intern'l  | 220 000 $ | Dur (ext.) | Vladimíra Uhlířová | Anna Chakvetadze Marina Erakovic | 6-4, 2-6, [10-7] | Parcours |

### Finales en double dames
| No | Date       | Nom et lieu du tournoi               | Catégorie | Dotation    | Surface      | Vainqueures                   | Partenaire         | Score            |          |
| -- | ---------- | ------------------------------------ | --------- | ----------- | ------------ | ----------------------------- | ------------------ | ---------------- | -------- |
| 1  | 19-10-2009 | Kremlin Cup Moscou                   | Premier   | 1 000 000 $ | Dur (int.)   | Maria Kirilenko Nadia Petrova | Klára Zakopalová   | 6-2, 6-2         | Parcours |
| 2  | 05-04-2010 | Andalucia Tennis Experience Marbella | Intern'l  | 220 000 $   | Terre (ext.) | Sara Errani Roberta Vinci     | Yaroslava Shvedova | 6-4, 6-2         | Parcours |
| 3  | 26-07-2010 | Istanbul Cup Istanbul                | Intern'l  | 220 000 $   | Dur (ext.)   | Eléni Daniilídou Jasmin Wöhr  | Vladimíra Uhlířová | 6-4, 1-6, [11-9] | Parcours |

## Parcours en Grand Chelem

### En simple
N'a jamais participé à un tableau final.

### En double dames
| Année | Open d'Australie              | Open d'Australie        | Internationaux de France      | Internationaux de France    | Wimbledon                     | Wimbledon                | US Open                     | US Open                    |
| ----- | ----------------------------- | ----------------------- | ----------------------------- | --------------------------- | ----------------------------- | ------------------------ | --------------------------- | -------------------------- |
| 2009  | -                             | -                       | 1er tour (1/32) Sarah Borwell | S. Beltrame Julie Coin      | -                             | -                        | -                           | -                          |
| 2010  | 1er tour (1/32) A. Sevastova  | V. Razzano Y. Wickmayer | 2e tour (1/16) V. Uhlířová    | O. Govortsova Kudryavtseva  | 1er tour (1/32) V. Uhlířová   | Cara Black D. Hantuchová | 1er tour (1/32) V. Uhlířová | Lisa Raymond Rennae Stubbs |
| 2011  | 2e tour (1/16) S. Lefèvre     | B. Mattek Shaughnessy   | 1er tour (1/32) S. Lefèvre    | K. Mladenovic P. Parmentier | 1er tour (1/32) V. Diatchenko | V. Dushevina E. Makarova | 1er tour (1/32) A. Brianti  | Květa Peschke K. Srebotnik |
| 2012  | 1er tour (1/32) L. Dekmeijere | B. Bobusic Sacha Jones  | -                             | -                           | -                             | -                        | -                           | -                          |

Sous le résultat, la partenaire ; à droite, l’ultime équipe adverse.

### En double mixte
| Année | Open d'Australie | Open d'Australie | Internationaux de France | Internationaux de France | Wimbledon                  | Wimbledon                   | US Open | US Open |
| 2011  | -                | -                | -                        | -                        | 1er tour (1/32) C. Berlocq | Melanie South Jamie Delgado | -       | -       |

Sous le résultat, le partenaire ; à droite, l’ultime équipe adverse.

## Parcours en «Premier Mandatory» et «Premier 5»
Découlant d'une réforme du circuit WTA inaugurée en 2009, les tournois WTA « Premier Mandatory » et « Premier 5 » constituent les catégories d'épreuves les plus prestigieuses, après les quatre levées du Grand Chelem.

### En double dames
| Année                  | Premier Mandatory | Premier Mandatory      | Premier Mandatory | Premier Mandatory        | Premier Mandatory | Premier Mandatory        | Premier Mandatory | Premier Mandatory       | Premier 5     | Premier 5 | Premier 5 | Premier 5                | Premier 5            | Premier 5                | Premier 5           | Premier 5                | Premier 5  | Premier 5  | Premier 5 | Premier 5 | Premier 5 | Premier 5 |
| Année                  | Indian Wells      | Indian Wells           | Miami             | Miami                    | Madrid            | Madrid                   | Pékin             | Pékin                   | Dubaï         | Dubaï     | Doha      | Doha                     | Rome                 | Rome                     | Canada              | Canada                   | Cincinnati | Cincinnati | Tokyo     | Tokyo     | Wuhan     | Wuhan     |
| ---------------------- | ----------------- | ---------------------- | ----------------- | ------------------------ | ----------------- | ------------------------ | ----------------- | ----------------------- | ------------- | --------- | --------- | ------------------------ | -------------------- | ------------------------ | ------------------- | ------------------------ | ---------- | ---------- | --------- | --------- | --------- | --------- |
| 2009                   |                   |                        |                   |                          |                   |                          |                   |                         |               |           |           |                          |                      |                          |                     |                          |            |            |           |           |           |           |
| —                      | —                 | —                      | —                 | —                        | —                 | —                        | —                 | —                       | —             |           |           | 1er tour (1/16) Lefèvre  | Dushevina Voskoboeva | —                        | —                   | —                        | —          | —          | —         |           |           |           |
| 2010                   |                   |                        |                   |                          |                   |                          |                   |                         |               |           |           |                          |                      |                          |                     |                          |            |            |           |           |           |           |
| —                      | —                 | —                      | —                 | —                        | —                 | 1er tour (1/16) Uhlířová | Kirilenko Petrova | —                       | —             |           |           | 1er tour (1/16) Uhlířová | Hlaváčková Savchuk   | 1er tour (1/16) Uhlířová | Hlaváčková Hradecká | 1er tour (1/16) Uhlířová | Chan Zheng | —          | —         |           |           |           |
| 2011                   |                   |                        |                   |                          |                   |                          |                   |                         |               |           |           |                          |                      |                          |                     |                          |            |            |           |           |           |           |
| 2e tour (1/8) Voráčová | Huber Petrova     | 2e tour (1/8) Voráčová | Llagostera Parra  | 1er tour (1/26) Uhlířová | Martínez Medina   | 1er tour (1/16) Sun      | Plíšková          | 1er tour (1/16) Lefèvre | Dulgheru Sfar |           |           | 1er tour (1/16) Lefèvre  | Burnett Kulikova     | 1er tour (1/16) Lefèvre  | Chuang Govortsova   | —                        | —          | —          | —         |           |           |           |

N.B. : le nom de la partenaire se trouve sous le résultat ; le nom des ultimes adversaires se trouve à droite.

## Classements WTA en fin de saison

### En simple
| Année | 1999 | 2000 | 2001 | 2002 | 2003 | 2004 | 2005 | 2006 | 2007 | 2008 | 2009 | 2010 | 2011 |
| Rang  | 756  | 738  | 300  | 280  | 357  | 238  | 275  | 293  | 277  | 246  | 504  | 889  | 1139 |

Source : (en) « Classements de Maria Kondratieva », sur le site officiel du WTA Tour

### En double
| Année | 1999 | 2000 | 2001 | 2002 | 2003 | 2004 | 2005 | 2006 | 2007 | 2008 | 2009 | 2010 | 2011 | 2012 |
| Rang  | 750  | 750  | 339  | 158  | 178  | 254  | 269  | 202  | 232  | 130  | 69   | 54   | 81   | 184  |

Source : (en) « Classements de Maria Kondratieva », sur le site officiel du WTA Tour